# Département des estampes et de la photographie de la Bibliothèque nationale de France

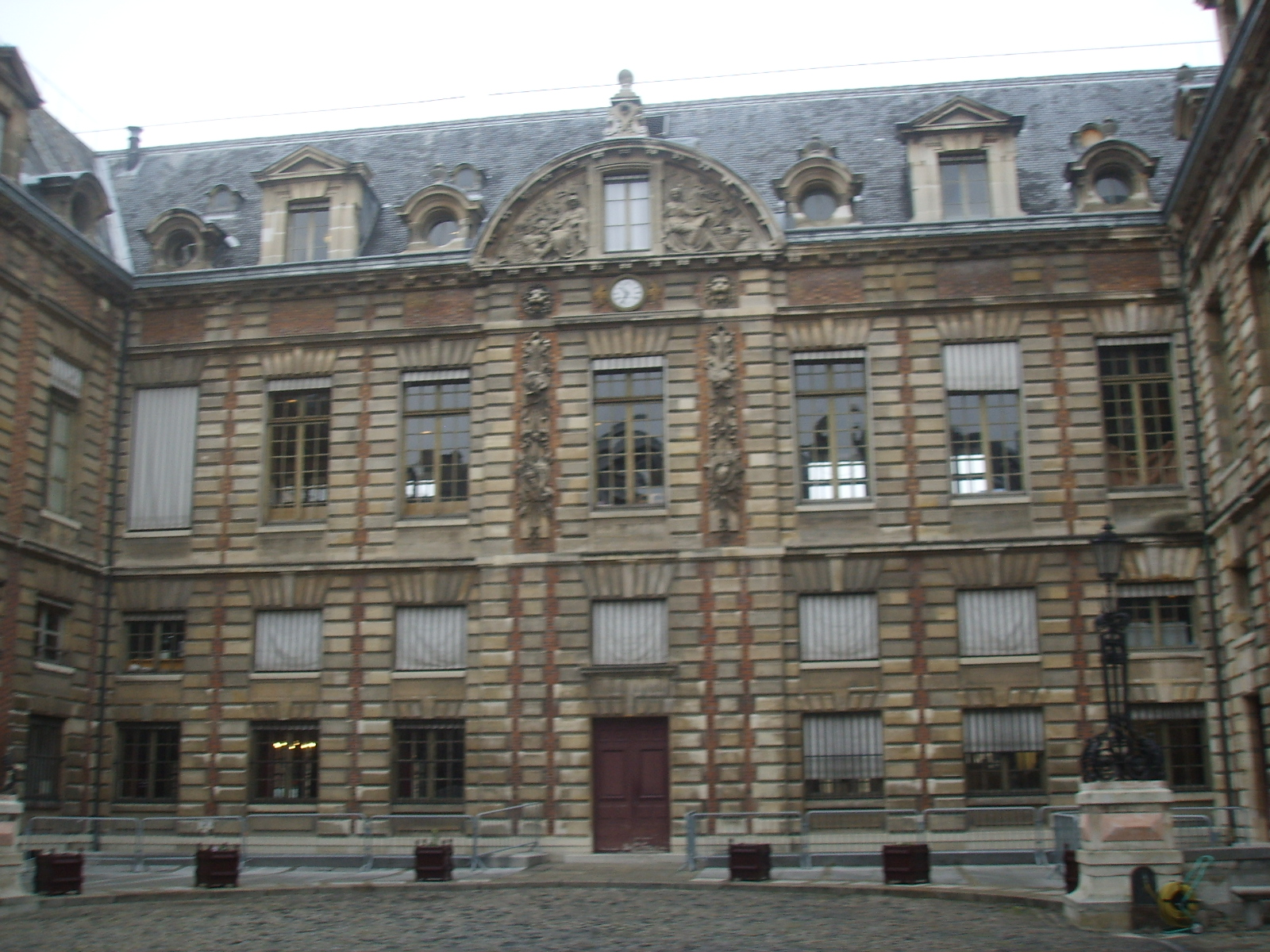
Le département des estampes se trouve dans l'hôtel Tubeuf, sur le site Richelieu de la BnF

Le département des estampes et de la photographie est un service de la Bibliothèque nationale de France (BNF) qui conserve, décrit et met en valeur les collections visuelles de la BNF. Il conserve 16 millions de documents, dont environ 10 millions d'estampes et 200 000 dessins.
Situé sur le site Richelieu (58 rue de Richelieu / 5 rue Vivienne, dans le 2e arrondissement de Paris), il est logé dans un hôtel particulier du XVIIe siècle, l'Hôtel Tubeuf.

## Histoire

### Les estampes avant 1720
La Bibliothèque du roi comprend certainement des estampes depuis très longtemps mais, à l'image des imprimés, elles sont loin d'être considérées comme une priorité. Une politique plus volontariste se met en place au milieu du XVIIe siècle, quand Jacques Dupuy cherche à obtenir que les estampes soient soumises au dépôt légal (l'obligation apparaît explicitement pour la première fois en 1642) et lègue lui-même une trentaine de portefeuilles d'estampes au roi (27 avril 1654, entrées en 1656), ce qui constitue le premier don important.
C'est en effet essentiellement par des dons et des acquisitions onéreuses de collections privées que les collections s'accroissent. L'achat de la collection de Michel de Marolles, abbé de Villeloin, en 1667 est tellement important que cette date est souvent considérée comme celle de la naissance du Cabinet des Estampes de la bibliothèque royale.
Ayant commencé sa collection d'estampes en 1644, Marolles en possède déjà plus de 80 000 en 1657 et en publie en 1666 un catalogue sommaire, où il laisse penser qu'il ne s'opposerait pas à son achat par le roi : 

« J'en ay bien voulu laisser un estat au public pour lui faire concevoir au moins jusques à quel point peut se porter cette sorte de curiosité, où il se rencontre tant de choses si agréables et si utiles pour l'instruction d'un jeune prince par l'industrie de quelqu'un qui en sceut bien user. Il est certain aussi que de toutes les choses qu'on estime pour servir à l'embellissement et à l'agrandissement d'une grande bibliothèque, il n'en est point de plus belle ni qui puisse moins coûter »

Il espère en effet être nommé précepteur du Dauphin. Il échoue cependant à obtenir cette place, ce qui n'empêche pas Colbert d'obtenir sa collection pour seulement 26 000 livres. Elle arrive à la Bibliothèque royale du 11 au 15 mars 1667 et comprend près de 100 000 pièces,. C'est Marolles lui-même qui s'occupe de classer la collection avant que les portefeuilles reçoivent une reliure de maroquin rouge aux armes royales.
La bibliothèque s'enrichit également d'un autre type de gravures, celles du « Cabinet du roi ». Après avoir installé en 1667 des « graveurs ordinaires du Roi » aux Gobelins, Louis XIV décide, « afin d’encourager l’art de la gravure et d’en continuer l’histoire », de faire graver sur cuivre les évènements militaires et culturels importants de son règne. C'est ainsi que paraissent en 1670 les Tapisseries du roi et les Courses de testes et de bagues faittes par le roy et par les princes et seigneurs de sa cour en l'année 1662 et en 1673 les Plaisirs de l'Île enchantée. Ces planches, qui sont ensuite reliées et agrémentées de description pour servir de cadeaux aux diplomates ou courtisans, sont également déposées à la Bibliothèque royale. Le roi y fait travailler les plus grands artistes du temps (Audran, Chauveau, Mellan, Silvestre, etc.). À partir de 1670, un imprimeur en taille-douce, Jean Goyton, s'installe au sein même de la bibliothèque : quand Louis XIV vient visiter la bibliothèque en 1681, il tient à essayer la presse. Comme cet atelier coûte très cher et que les estampes produites servent essentiellement de cadeau à de grands personnages ou à des courtisans, Colbert décide de proposer les planches au public, ce qui permet de payer des graveurs et de couvrir une partie des frais de la bibliothèque.

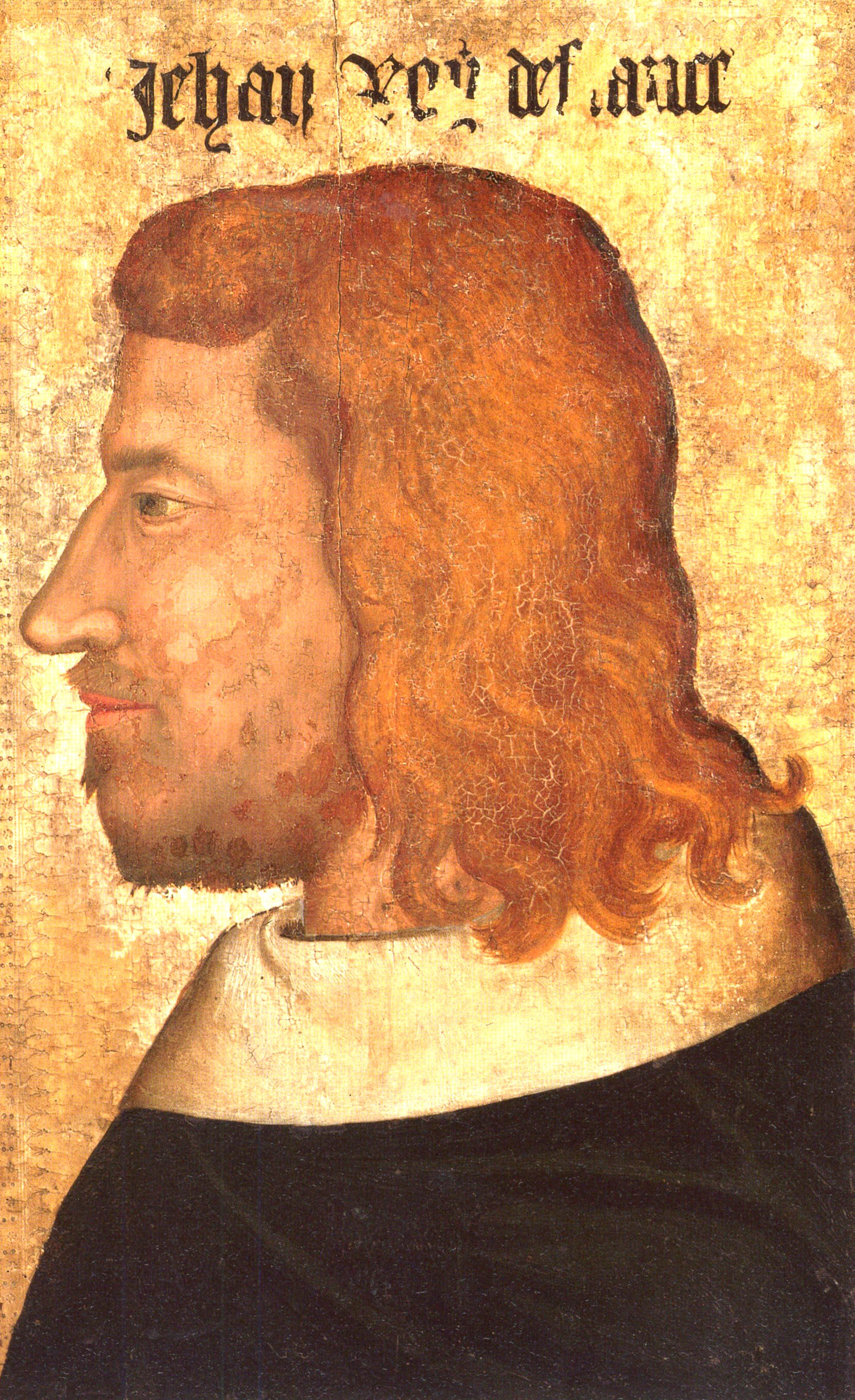
Le portrait du roi Jean II fait partie de la collection Gaignières et appartient au département des estampes. Il est en dépôt au Louvre depuis 1925.

Enfin, la bibliothèque s'enrichit en estampe d'une dernière manière : grâce aux « estampes de privilège ». Les premiers édits instaurant le dépôt légal (1537, 1617...) ne désignent pas les estampes. Ce n'est que dans celui du 19 mars 1642 que le texte nomme expressément les « livres et figures ». Enfin, l'arrêt du conseil du 17 mai 1672 mentionne la possibilité d'obtenir des privilèges pour les estampes isolées et les lie au dépôt légal de deux exemplaires à la Bibliothèque royale. Mais comme pour les livres, les estampes de privilèges rentrent très mal dans les collections et la bibliothèque agit peu pour gagner en efficacité.
La première description du fonds d'estampes de la Bibliothèque royale date de 1684, c'est-à-dire après que Jérôme II Bignon, maître de la librairie, et Louis Colbert, garde de la bibliothèque, sont tous deux remplacés par l'abbé de Louvois. On y trouve alors :
1. les recueils de Marolles ;
2. une suite d'estampes et de cartes géographiques en feuilles (trente-deux paquets ficelés et cotés A à Z et Aa à Ii, comprenant environ 3 800 pièces) ;
3. des livres à figures reliés (onze volumes) ;
4. des cartes géographiques et autres « roulées sur des bastons » au nombre de cent[g 6].

D'autres grandes donations viennent encore enrichir le fonds en constitution au début du XVIIe siècle. Nicolas Clément, employé pendant plusieurs dizaines d'années à la Bibliothèque du roi, donne sa collection personnelle en 1710 : elle est constituée de 108 portefeuilles, soit 18 000 portraits gravés. L'année suivante, c'est Roger de Gaignières qui cède sa collection au roi contre une rente viagère de 4000 livres par an et sa jouissance sa vie durant. Ce sont plus de 25000 pièces de la collection de cet érudit qui entrent à la Bibliothèque du roi en décembre 1716.
Jean-Paul Bignon est nommé garde de la Bibliothèque du roi en 1718. Il écrit en 1731 :

« Quand Monsieur le duc d'Orléans m'en chargea, je fus affligé à l'excès de voir combien elle répondait peu au titre de bibliothèque d'un des plus grands rois [...]. Les estampes étoient la partie la plus négligée. »

### La création d'une administration spécialisée
Afin de gagner en efficacité, Bignon réorganise la Bibliothèque royale en confiant des fonds particuliers à un personnel spécialisé : le « cabinet des estampes et planches gravées » possède depuis lors son administration particulière. Il est particulièrement l'objet des soins de Bignon. Le premier garde est Le Hay, qui travaille avec son futur successeur, Ladvenant.
Ces derniers commencent alors à rédiger des catalogues moins succincts que ceux qui préexistaient, notamment l'inventaire pièce à pièce de la collection Marolles et le reclassement des estampes de privilège, ainsi que le classement méthodique en 23 volumes des estampes du cabinet du roi. Ladvenant étant mort en 1729, c'est son successeur l'abbé de Chancey qui reçoit un nouveau don de première importance, la collection de Beringhen (1731). Le marquis de Beringhen possédait une collection de plus de 80 000 estampes, dont de nombreuses œuvres de Callot et de Rembrandt, des manières noires anglaises, etc.. Cette collection, très riche pour la période 1660–1730 complète ainsi celle de Marolles et le cabinet devient alors le plus important d'Europe avec 211 293 estampes, au récolement de Mariette en 1736, soit 15 536 estampes de privilège, 85 317 estampes de Marolles, 83 039 de Beringhen, 25 716 portraits et 1 685 pièces anciennes,. Un effort est également fait pour acquérir des cartes géographiques : on achète notamment en 1740 la collection du maréchal d'Estrées. C'est à cette époque également que se nouent des liens avec les collectionneurs et les marchands.
Sous la direction d'Hugues-Adrien Joly, les collections augmentent encore d'un tiers. Alors que chaque collection était jusqu'alors restée à part, Joly décide de les fusionner afin de créer une unique collection rangée en séries analytiques : il écrit alors « Je viens de culbuter tout le Cabinet d'estampes ». Cela lui prend de 1750 à 1780. Il entame alors la rédaction de tables par auteur et par sujet mais son travail, très lent, est interrompu par la Révolution.
À cette époque sont acquises trois importantes collections privées :
- la collection Lallemand de Betz (entrée en 1753 mais remontant à celle de Jean Rousseau, échevin de Paris en 1654) comprenant 13150 pièces, dont cinquante volumes de topographies, de nombreux dessins du XVIIe siècle, 78 volumes de portraits, etc.[b 8].
- la collection de Charles-Marie Fevret de Fontette (entrée en 1773), qui avait entamé la rédaction d'une histoire de France par l'image. Cette collection de 40 000 estampes et dessins est à l'origine de la série de l'Histoire de France du Cabinet (aujourd'hui série Qb1, après fusion de la collection Fontette avec d'autres pièces)[b 9].
- la collection Bégon, qui remonte à Michel Bégon, intendant de La Rochelle sous Louis XIV, comprenant près de 25000 pièces (1770)[b 9].

La vente de la collection Mariette est plus difficile. Les héritiers de Pierre-Jean Mariette s'en séparent en 1776, c'est-à-dire après plus d'un siècle de collecte dans cette famille de graveurs et d'éditeurs d'estampes. Le roi offre 100 000 écus pour acheter la collection en bloc mais les héritiers préfèrent vendre aux enchères, dont Joly manque les sept premières vacations. Il achète finalement en tout 13 318 pièces pour 20 000 livres - mais une grosse partie de la collection est partie chez des amateurs et surtout à l'étranger.
Le cabinet cherche aussi à convaincre les graveurs de déposer leur production, et parfois à acheter la production contemporaine, sans se faire d'illusions sur la capacité du dépôt légal à faire entrer les pièces. Les acquisitions proviennent enfin également d'échanges des doubles de la bibliothèques.
Il s'ouvre aux lecteurs extérieurs, artistes, amateurs, érudits et même au-delà. Diderot et Buffon y viennent se documenter pour leurs ouvrages ; des dames de haute noblesse y empruntent des documents anciens pour se faire représenter à la mode du XVIe siècle.

### Le cabinet auXIXesiècle
Aux XIXe et XXe siècles, les accroissements continuent à un rythme soutenu :
- par le dépôt légal des estampes et documents graphiques réaffirmé par Napoléon Ier.
- par l'entrée de grandes collections particulières : collections historiques de Hennin (1863) et de Vinck (1906), séries artistiques de Moreau-Nélaton (1923), ou d’Atherton Curtis (1943)…
- par des entrées remarquables de contemporains : Duchamp, Robert et Sonia Delaunay, Matisse, Hélion, Baselitz, Sam Francis, Barry Flanagan, Tàpies…..

À partir de 1851, les photographes commencent à faire spontanément le dépôt de leur production (le dépôt légal de la photographie n’est institué qu’en 1925) : atelier Nadar (1949), Rogi André (1970), archives des Séeberger (1976, complétées en 2008), atelier Disdéri (1990)…

Depuis 1946, le département est installé sur le site Richelieu de la BnF.

### Liste des directeurs du département

#### Gardes du cabinet
- 1720-1721 : Jacques Le Hay
- 1721-1729 : Louis Ladvenant
- 1730-1736 : abbé Claude de Chancey
- 1736 : Charles Antoine Coypel
- 1736-1750 : Joseph de La Croix
- 1750-1792 : Hugues-Adrien Joly

#### Conservateurs puis conservateurs en chef
- 1792-1794 : Michel-Honoré Bounieu
- 1794-1829 : Adrien-Jacques Joly
- 1829-1838 : Charles Thévenin
- 1838-1855 : Jean Duchesne, dit Duchesne aîné
- 1855-1857 : Achille Deveria
- 1858-1885 : Henri Delaborde
- 1885-1898 : Georges Duplessis
- 1898-1906 : Henri Bouchot
- 1906-1925 : François Courboin
- 1925-1940 : Paul-André Lemoisne
- 1940-1942 : Jean Laran
- 1942-1961 : Jean Vallery-Radot
- 1961-1977 : Jean Adhémar

#### Directeurs du département
- 1977-1981 : Jean-Pierre Seguin
- 1981-1983 : Michel Melot
- 1983-2006 : Laure Beaumont-Maillet
- 2007-... : Sylvie Aubenas

### Autres conservateurs et agents notables
- Louis Courajod, attaché (1867-1874)
- Pierre Vidal, attaché (1876-?), célèbre comme peintre et illustrateur
- Marcel Aubert, sous-bibliothécaire (1911-1919)
- Françoise Woimant, conservatrice des estampes contemporaines (-1994)
- Jean-Claude Lemagny, conservateur des photos contemporaines (1968-1996)
- Maxime Préaud, conservateur des estampes du XVIIe siècle (1970-2010)
- Jacqueline Sanson (1972-1986), plus tard directrice générale de la Bibliothèque nationale de France
- Barthélémy Jobert (1988-1992), chargé de l'inventaire des estampes anglaises comme chercheur vacataire, plus tard président de l'université Paris IV-Sorbonne

## Collections et catalogues

### Les modes d'entrée
Dès les origines du département, Marolles refusait de créer ce qu'il appelait « une chapelle d'art » où « l'admiration des œuvres aurait été réglée du point de vue de la seule beauté ». C'est pourquoi il existe une double répartition des estampes en fonction de leur auteur mais aussi de leur sujet.
Les estampes de privilège ne forment jamais une série à part : elles sont intégrées aux séries par artiste ou par matière.
Les fonds sont constitués à partir d’acquisitions onéreuses, dons, legs et saisies révolutionnaires, mais aussi grâce au dépôt légal, institué pour les images peu après l’obligation de dépôt faite aux textes imprimés. 
Cette obligation de dépôt a été adaptée à l’évolution des techniques de production de l’image multiple. Après les estampes, elle est étendue à la lithographie, à la photographie, à toute image imprimée. La loi Darcos du 30 décembre 2021 dispose qu’elle concerne désormais également les images numériques natives.

### L'organisation des collections
La distinction entre ces deux grandes parties de la collection est prise en compte dans le réaménagement du département par l'architecte Michel Roux-Spitz sous l'administration de Julien Cain : trois étages de magasins sont prévus pour les pièces classées par sujets, deux pour les pièces classées par auteurs.
Le cadre de classement, représentatif de la conception que l'on avait de l'estampe en 1750, est le suivant :

### Catalogues et instruments de travail
Le catalogage des estampes est rendu difficile par quelques spécificités : d'une part, leur intérêt en tant qu'œuvre d'art (dont l'auteur est la caractéristique la plus importante) est égalé par celui en tant que document (représentant un sujet à indexer), d'autre part leur nombre est gigantesque alors que leur traitement ne peut être que le fait de spécialistes.
Ce n'est donc qu'après la Première Guerre mondiale que le cabinet dispose d'assez de personnel spécialisé pour entamer la rédaction d'un catalogue systématique.

#### Inventaire du fonds français
Paul-André Lemoisne et Jean Laran imaginent un catalogue général du fonds français par siècle puis par artiste, les estampes étant classées pour chacun d'eux par sujet.
Ces inventaires vont en fait bien au-delà d'un simple catalogue et constituent des ouvrages de références sur les graveurs. Dès les origines, les gravures qui se trouvent dans des imprimés sont pris en compte. Désormais, les estampes que ne conservent pas la BN sont citées et décrites afin de donner l'état complet des œuvres de chaque artiste. Les introductions se fondent sur des dépouillements quasi-exhaustifs en archives et la plupart des estampes sont reproduites.

##### Inventaire du fonds françaisXVIesiècle
- André Linzeler, Tome 1. Androuet du Cerceau - Leu, 1932, 546 p. Lire en ligne
- Jean Adhémar, Tome 2. Levert : Woerio, 1938, VIII-473 p. Lire en ligne

##### Inventaire du fonds françaisXVIIesiècle
- Roger-Armand Weigert, Tome 1. Alix (Jean) : Boudeau (Jean), 1939, VIII-556 p. (lire en ligne)
- Roger-Armand Weigert, Tome 2. Boulanger (Jean) : Chauveau (François), 1951, 560 p. (lire en ligne)
- Roger-Armand Weigert, Tome 3. Chauvel : Duvivier, 1954, 528 p. (lire en ligne)
- Roger-Armand Weigert, Tome 4. Ecman : Giffart, 1961, 600 p. (lire en ligne)
- Roger-Armand Weigert, Tome 5. Gilibert : Jousse, 1968, VIII-617 p. (lire en ligne)
- Roger-Armand Weigert, Tome 6. Labbé : La Ruelle, Paris, Bibliothèque nationale, 1973, 570 p. (ISBN 2-7177-0898-7, lire en ligne)
- Roger-Armand Weigert et Maxime Préaud, Tome 7. Lasne (J.) : Leclerc (P.), 1976, 472 p. (ISBN 2-7177-1313-1, lire en ligne)
- Maxime Préaud, Tome 8. Sébastien Leclerc (1), Paris, Bibliothèque nationale, 1980, 341 p. (ISBN 2-7177-1524-X, lire en ligne)
- Maxime Préaud, Tome 9. Sébastien Leclerc (2), Paris, Bibliothèque nationale, 1980, 289 p. (ISBN 2-7177-1525-8, lire en ligne)
- Maxime Préaud, Tome 10. Leclercq : Lenfant, Paris, Bibliothèque nationale, 1989, 118 p. (ISBN 2-7177-1765-X, lire en ligne)
- Maxime Préaud, Tome 11. Antoine Lepautre, Jacques Lepautre et Jean Lepautre, Paris, Bibliothèque nationale, 1993, 369 p. (ISBN 2-7177-1887-7, lire en ligne)
- Maxime Préaud, Tome 12. Jean Lepautre, 1999, 335 p. (ISBN 2-7177-2067-7, lire en ligne)
- Maxime Préaud, Tome 13. Pierre Lepautre, 2008, 382 p. (ISBN 978-2-7177-2395-3, lire en ligne)
- Maxime Préaud, Tome 17. Claude Mellan, Paris, Bibliothèque nationale, 1988, 220 p. (ISBN 2-7177-1777-3, lire en ligne)

##### Inventaire du fonds françaisXVIIIesiècle
- Marcel Roux, Tome 1. Adam (Jean) : Baquoy (Maurice), 1931, 504 p. (lire en ligne)
- Marcel Roux, Tome 2. Baquoy (Pierre) - Bizac, 1933, 502 p. (lire en ligne)
- Marcel Roux, Tome 3. Bizemont-Prunelé (Comte de) : Cars (Laurent), 1934, 517 p. (lire en ligne)
- Marcel Roux, Tome 4. Cathelin : Cochin père (Charles-Nicolas), 1940, 661 p. (lire en ligne)
- Marcel Roux, Tome 5. Cochin fils (Charles-Nicolas) : H. Dambrun, 1946, 546 p. (lire en ligne)
- Marcel Roux, Tome 6. Damontot - Denon, 1949, 612 p. (lire en ligne)
- Marcel Roux et Edmond Pognon, Tome 7. Deny (Mlle Jeanne) : Du Duy-Delage, 1951, 491 p. (lire en ligne)
- Marcel Roux et Edmond Pognon, Tome 8. Duflos (Claude) : Ferée, 1955, 508 p. (lire en ligne)
- Edmond Pognon et Yves Bruand, Tome 9. Ferrand (François) : Gaucher (C.E.), 1962, 562 p. (lire en ligne)
- Michèle Hébert, Edmond Pognon et Yves Bruand, Tome 10. Gaugain : Gravelot, 1968, 650 p. (lire en ligne)
- Michèle Hébert et Yves Bruand, Tome 11. Greuze : Jahandier, 1970, 635 p. (lire en ligne)
- Michèle Hébert, Tome 12. Janinet : Launay, Paris, M. Le Garrec / puis Bibliothèque nationale, 1973, 633 p. (ISBN 2-7177-0885-5, lire en ligne)
- Yves Sjöberg, Tome 13. Laurent : Le Grand, Paris, M. Le Garrec / puis Bibliothèque nationale, 1974, 665 p. (ISBN 2-7177-1202-X, lire en ligne)
- Yves Sjöberg, Tome 14. Legras (Les) : Lequien, Paris, M. Le Garrec / puis Bibliothèque nationale, 1977, 485 p. (ISBN 2-7177-1363-8, lire en ligne)
- Véronique Royet et al., Tome 15. Georges Louis Le Rouge : les jardins anglo-chinois, 2004, 286 p. (ISBN 2-914473-23-0, lire en ligne)

##### Inventaire du fonds français après 1800

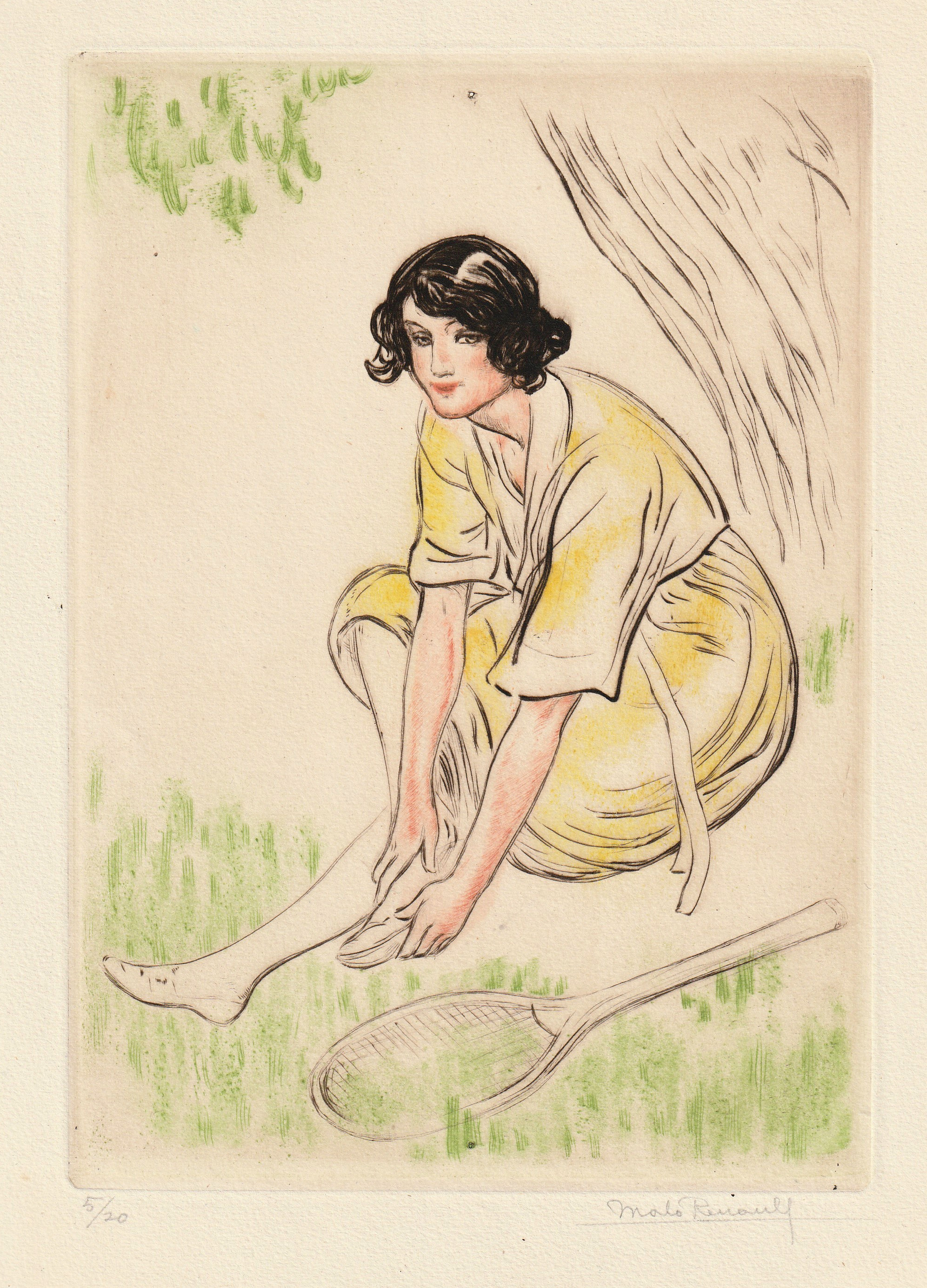
Estampe en couleur versée par Malo-Renault au Cabinet des Estampes(1921)

- Estampe en couleur versée par Malo-Renault au Cabinet des Estampes(1921)Jean Laran, Tome 1. Abbéma : Beaumont, 1930, 531 p. (lire en ligne)
- Jean Laran, Tome 2. Beauquesne : Bocquet, 1937, 541 p. (lire en ligne)
- Jean Laran et Jean Adhémar, Tome 3. Bocquin - Byon, 1942, 547 p. (lire en ligne)
- Jean Adhémar, Tome 4. Cabane : Cicéri, 1949, XIV-574 p. (lire en ligne)
- Jean Adhémar, Tome 5. Cidoine : Daumier, 1949, VIII-616 p. (lire en ligne)
- Jean Adhémar et Jacques Lethève, Tome 6. Daumont : Dorange, 1953, VIII-625 p. (lire en ligne)
- Jean Adhémar et Jacques Lethève, Tome 7. Doré - Folk, 1954, 615 p. (lire en ligne)
- Jean Adhémar et Jacques Lethève, Tome 8. Follet : Gavarni, 1954, 615 p. (lire en ligne)
- Jean Adhémar et Jacques Lethève, Tome 9. Gavarret : Guillard, 1955, 485 p. (lire en ligne)
- Jean Adhémar, Jacques Lethève et Françoise Gardey, Tome 10. Guillaume : Humbert, 1958, 540 p. (lire en ligne)
- Jean Adhémar, Jacques Lethève et Françoise Gardey, Tome 11. Humblot - Jyg, 1960, 559 p. (lire en ligne)
- Jean Adhémar, Jacques Lethève et Françoise Gardey, Tome 12. Ka : Laurence, 1963, 501 p. (lire en ligne)
- Jean Adhémar, Jacques Lethève et Françoise Gardey, Tome 13. Laurencin : Lépagnez, 1965, 527 p. (lire en ligne)
- Jacques Lethève et Françoise Gardey, Tome 14. Lepan - Lys, 1967, VIII-590 p. (lire en ligne)
- Madeleine Barbin et Claude Bouret, Tome 15. Mabille : Marville, Paris, Bibliothèque nationale, 1985, 367 p. (ISBN 2-7177-1706-4)

#### Fonds étrangers
- Gisèle Lambert, Les premières gravures italiennes (quattrocento-début du cinquecento) : Inventaire de la collection du département des estampes et de la photographie, BnF, 1999, LII-449 p. (ISBN 978-2-7177-2079-2, lire en ligne)

#### Dessins
- Barbara Brejon de Lavergnée, Dessins français du XVIIe siècle : Inventaire de la collection de la Réserve du département des estampes et de la photographie, Paris, BnF, 2014, 376 p. (ISBN 978-2-7177-2618-3, lire en ligne)

## Mise à disposition et diffusion

### Les salles de lecture
Les collections du département peuvent être consultées dans deux salles de lecture. 
La  première est dédiée aux collections du fonds général. Elle est située au 6e étage de l’hôtel Tubeuf, sur le site Richelieu de la BnF.
La seconde est dédiée au fonds de la Réserve (dont les cotes comportent le préfixe « Réserve »). Elle est située au 3e étage du même bâtiment.
Les horaires d’ouverture sont précisés sur le site institutionnel de la BnF. 

### Expositions
Jean Laran a souligné la double nature de la collection, à la fois documentaire et muséale. De fait, le département organise et contribue à de nombreuses expositions en France et à l’étranger. Le nombre de pièces présentées annuellement est estimé à 1500.

#### Expositions remarquables
- Estampes à la manière noire et au pointillé, 1906, in situ.
- Albrecht Dürer, 4 juin au 2 octobre 2022, en partenariat avec le Château de Chantilly et le musée Condé.
- Promenades on paper, 17 décembre 2022 au 12 mars 2023, en partenariat avec le Clark Art Institute. itinérance au musée des Beaux-arts de Tours du 13 mai au 28 août 2023.
- Degas en noir et blanc, 31 mai au 3 septembre 2023, Galerie Mansart, BnF Richelieu.

### Publications

#### Les Nouvelles de l'estampe
La revue Nouvelles de l'estampe ne dépend pas directement de la Bibliothèque nationale de France mais est soutenue par elle. Elle contribue à la mise en valeur des collections d’images imprimées du département des Estampes et de la photographie.

### Prix Lacourière
Le département organise tous les deux ans le prix de gravure Lacourière, récompensant un graveur de moins de 45 ans. Il s'agit du plus important prix français avec le prix Grav'x.

## Organisation actuelle
Comme tous les départements spécialisés, le département des estampes et de la photographie est rattaché à la direction des collections de la BnF. Il est dirigé depuis 2007 par Sylvie Aubenas, conservateur général des bibliothèques.
Le département comprend quatre services, un atelier de restauration et des missions de coordination :
- Les services s'occupent directement des collections, de leur description, de leur conservation et de leur communication
  - Estampe ancienne et réserve
  - Estampe moderne, affiche et imagerie
  - Photographie
  - Conservation et communication

- Un atelier de 12 restaurateurs spécialisés permet de conserver les documents dans les meilleures conditions

- Des agents sont chargées de coordonner les dossiers transversaux (numérisation, catalogage, projet de rénovation du site Richelieu) ainsi que de promouvoir les services au public et de gérer la bibliothèque de documentation sur l'estampe et la photographie.

## Sources
- Joseph Guibert, Le cabinet des estampes de la Bibliothèque nationale, Paris, M. Le Garrec, 1926, 265-[5] p.

1. ↑  p. 11
2. ↑  p. 17
3. ↑  p. 16
4. ↑  p. 18
5. ↑  p. 29
6. ↑  p. 23
7. ↑  p. 35-39
8. ↑  p. 54
9. ↑  p. 56
10. ↑  p. 56-59
11. ↑  p. 171, d'après arch. des estampes, Ye 15

- Simone Balayé, La Bibliothèque nationale des origines à 1800, Genève : Droz, 1988, VIII-546 p.

1. ↑  p. 63
2. ↑  p. 111
3. ↑  p. 110
4. ↑  p. 208
5. 1 2  p. 209
6. 1 2  p. 210
7. ↑  p. 332
8. ↑  p. 255
9. 1 2  p. 256
10. ↑  p. 258
11. ↑  p. 259
12. ↑  p. 260
13. ↑  p. 109

- Autres sources

1. 1 2  p. 12
2. ↑  Catalogue de livres d'estampes et de figures en taille-douce avec un dénombrement des pièces qui y sont contenues, fait à Paris en l'année 1666 par M. de Marolles, abbé de Villeloin, Paris, 1666
3. ↑  Leur nombre exact pose un problème : Marolles affirme dans son catalogue posséder 123 400 estampes et d'autres sources de l'époque parlent de 120 000 pièces. Mais les catalogues, y compris le tout premier de 1684, indiquent qu'environ 85 000 pièces proviennent de la collection de Marolles
4. 1 2 3  Jean Adhémar, L'inventaire du fonds français du Cabinet des estampes dans Bulletin des bibliothèques de France, 1960, no 6, p. 169-180.
5. ↑  « Département des Estampes/ Histoire du département », sur bnf.fr (consulté le 28 juin 2019).